# Pizzone
Pizzone község (comune) Olaszország Molise régiójában, Isernia megyében.

## Fekvése
A megye nyugati részén fekszik, Meta-hegység egyik hágójának bejáratánál. Határai: Alfedena, Castel San Vincenzo, Montenero Val Cocchiara, Picinisco és San Biagio Saracinisco.

## Története
A települést a 10-11. században alapították. Virágkorát a San Vincenzo al Volturno bencés apátság működése idején élte. A 12. századtól különböző nemesi családok birtokolták. A 19. században nyerte el önállóságát, amikor a Nápolyi Királyságban felszámolták a feudalizmust. Előbb a Terra di Lavoro része lett, majd 1861-ben Moliséhez csatolták. 1928 és 1934 között összevonták Castel San Vincenzóval.

## Népessége
A népesség számának alakulása:

## Főbb látnivalói
- San Nicola-templom
- Santa Liberata-templom